# Cantorchilus thoracicus
El cucarachero pechirrayado (Cantorchilus thoracicus), también denominado soterrey pechirrayado, charralero pechirrayado o chochín golirrayado, es una especie de ave paseriforme de la familia Troglodytidae propia de América Central.

## Distribución y hábitat
Se encuentra en Nicaragua, Costa Rica y Panamá. Su hábitat natural son los bosques húmedos tropicales.